# Obwód Ruse
Obwód Ruse (bułg. Област Русе) – jedna z 28 jednostek administracyjnych Bułgarii, położona w północnej części kraju. Jej stolicą jest prawie 200-tysięczny port rzeczny na Dunaju – Ruse. Obwód graniczy z Rumunią oraz z obwodami: Wielkie Tyrnowo, Tyrgowiszte, Razgrad i Silistra.

## Skład etniczny
W obwodzie żyje 266 157	ludzi, z tego 213 408 Bułgarów (80,18%), 37 050 Turków (13,92%), 9 703 Romów (3,64%), oraz 5 996 osób innej narodowości (2,25%). (http://www.nsi.bg/Census_e/Census_e.htm)